# 3C 123
3C 123 – galaktyka eliptyczna znajdująca się w gwiazdozbiorze Byka. 3C 123 jest silnym źródłem promieniowania radiowego. Ze względu na dużą odległość jest ona słabo widoczna, jej obserwowana wielkość gwiazdowa wynosi 21,7m. Jest ona otoczona przez trzy inne, jeszcze słabsze galaktyki.
Wstępne oszacowanie przesunięcia dopplerowskiego (z = 0,637) wskazywało, że jest to najdalsza znana wówczas (połowa lat 70. XX wieku) galaktyka, położona w odległości 8 miliardów lat świetlnych, 5 do 10 razy większa od naszej Galaktyki, a jako radioźródło około 4 razy silniejsza od Cygnus A. Późniejsze badania uściśliły wartość z na ok. 0,218, czyli galaktyka znajduje się znacznie bliżej Ziemi i nie jest tak duża jak wcześniej sądzono.